# Prvomajska
La rue Prvomajska (en serbe cyrillique : Првомајска) est située à Belgrade, la capitale de la Serbie, dans la municipalité de Zemun et dans le quartier de Gornji Grad.
En serbe, Prvomajska signifie « la rue du 1er mai ».

## Parcours
La rue Prvomajska naît au carrefour des rues Prilaz, Zlatiborska et Đorđa Pantelića (dont elle constitue le prolongement). Elle s'oriente vers l'ouest et traverse la rue Gornjogradska ; elle croise ensuite la rue Milana Uzelca (sur sa gauche), les rues Hercegovačka (à gauche) et Rade Končara (à droite), les rues Banijska (à droite), Đorđa Čutukovića (à gauche) puis le Pazovački put (à droite). Elle se termine à la hauteur des rues Geteova (à gauche) et Šajkaška (à droite).

## Architecture
Au n° 79 se trouve l'école élémentaire Reine Marie, construite en 1901 dans un style néorenaissance ; le bâtiment est inscrit sur la liste des biens culturels protégés de la Ville de Belgrade.

## Économie
Un supermarché Maxi se trouve au n° 13 de la rue.

## Transports
La rue est desservie par trois lignes de bus de la société GSP Beograd, soit les lignes 15 (Zeleni venac - Zemun Novi Grad), 18 (Konjarnik – Zemun Gornji Grad) et 78 (Banjica II – Zemun Novi Grad).